# Warner R-420
Il Warner R-420 Scarab 50 era un motore aeronautico radiale a 7 cilindri prodotto dall'azienda statunitense Warner Aircraft Corporation dal 1928.
Destinato ad essere utilizzato su velivoli leggeri, venne utilizzato da un buon numero di aerei da addestramento e da turismo di produzione principalmente statunitense.

## Tecnica
Come altri motori radiali simili dell'epoca, l'R-420 era caratterizzato dalla presenza di 7 cilindri realizzati in acciaio, posizionati su una singola fila, dotati di alettatura per il raffreddamento tramite l'aria che proveniva dal moto dell'elica e del velivolo. La distribuzione adottata era la classica a valvole in testa (OHV) a 2 valvole per cilindro e la trasmissione del moto all'elica avveniva direttamente senza alcun dispositivo di riduzione.

## Versioni
- R-420-1 : prima versione da 110 hp (82 kW)
- R-420-3 : sviluppo della precedente versione accreditata di 125 hp (93 kW)

## Velivoli utilizzatori
Australia
- CAC CA-6 Wackett

 Stati Uniti
- Bird BW
- Commandaire 3C3A
- Davis D-1W
- Cessna Model AW
- Curtiss XC-10
- Faichild 22 C7E, C5, C6, 24C, 8A
- Faichild 24 C8B
- Fleet Model 1
- Granville Brothers Gee Bee Sportster
- Ryan ST-W
- Waco BNF
- Waco RBA
- Waco RNF